# Grb Namibije
Grb Namibije proglašen je 21. ožujka 1990., dobivanjem neovisnosti.
Na štitu se nalazi državna zastava, dok se na vrhu nalazi afrički ribarski orao. S obje strane štita nalaze se oriks antilope, koje predstavljaju hrabrost, eleganciju i ponos. Ispod štita nalazi se flora pustinje.
Na samom dnu nalazi se moto na engleskom jeziku: Unity, liberty, justice - Jedinstvo, sloboda, pravda.